# Miconia calophylla
Espèce
Synonymes
- Cremanium calophyllum D. Don[1]
- Miconia myrtiformis Naudin[1]

Statut de conservation UICN

 VU B1+2c : Vulnérable
Miconia calophylla est une espèce de plantes à fleurs de la famille des Melastomataceae endémique du Pérou.

## Publication originale
- Transactions of the Linnean Society of London 28(1): 129. 1871[1872]. (13 Jan 1872)